# The Best of Both Worlds (álbum)
The Best of Both Worlds é o segundo álbum dos melhores êxitos da banda Van Halen, lançado a 20 de Julho de 2004.

## Faixas

### Disco 1
1. "Eruption" – 1:43 (do álbum Van Halen)
2. "It's About Time" – 4:15 (Faixa nova)
3. "Up for Breakfast" – 4:57 (Faixa nova)
4. "Learning to See" – 5:15 (Faixa nova)
5. "Ain't Talkin' 'Bout Love" – 3:48 (do álbum Van Halen)
6. "Finish What Ya Started" – 4:24 (do álbum OU812)
7. "You Really Got Me" – 2:38 (do álbum Van Halen)
8. "Dreams" – 4:53 (do álbum 5150)
9. "Hot for Teacher" – 4:43 (do álbum 1984)
10. "Poundcake" – 5:20 (do álbum For Unlawful Carnal Knowledge)
11. "And the Cradle Will Rock..." – 3:34 (do álbum Women and Children First)
12. "Black and Blue" – 5:27 (do álbum OU812)
13. "Jump" – 4:04 (do álbum 1984)
14. "Top of the World" – 3:54 (do álbum For Unlawful Carnal Knowledge)
15. "(Oh) Pretty Woman" – 2:53 (do álbum Diver Down)
16. "Love Walks In" – 5:11 (do álbum 5150)
17. "Beautiful Girls" – 3:57 (do álbum Van Halen II)
18. "Can't Stop Lovin' You" – 4:08 (do álbum Balance)
19. "Unchained" – 3:29 (do álbum Fair Warning)

### Disco 2
1. "Panama" – 3:32 (do álbum 1984)
2. "Best of Both Worlds" – 4:49 (do álbum 5150)
3. "Jamie's Cryin'" – 3:30 (do álbum Van Halen)
4. "Runaround" – 4:20 (do álbum For Unlawful Carnal Knowledge)
5. "I'll Wait" – 4:42 (do álbum 1984)
6. "Why Can't This Be Love?" – 3:48 (do álbum 5150)
7. "Runnin' With the Devil" – 3:36 (do álbum Van Halen)
8. "When It's Love" – 5:38 (do álbum OU812)
9. "Dancing in the Street" – 3:45 (do álbum Diver Down)
10. "Strung Out/Not Enough" – 6:48 (do álbum Balance)
11. "Feels So Good" – 4:32 (do álbum OU812)
12. "Right Now" – 5:22 (do álbum For Unlawful Carnal Knowledge)
13. "Everybody Wants Some!!" – 5:10 (do álbum Women and Children First)
14. "Dance the Night Away" – 3:10 (do álbum Van Halen II)
15. "Ain't Talkin' 'Bout Love" (Ao vivo) – 4:43 (do álbum Live: Right Here, Right Now)
16. "Panama" (Ao vivo) – 6:39 (do álbum Live: Right Here, Right Now)
17. "Jump" (Ao vivo) – 4:20 (do álbum Live: Right Here, Right Now)

## Certificações
| País | Organização | Vendas              |
| ---- | ----------- | ------------------- |
| EUA  | RIAA        | Platina (1.000.000) |

## Desempenho nas paradas
Álbum
| Parada musical (2004)     | Posição |
| ------------------------- | ------- |
| Australian Top 50 Albums  | 31      |
| Austrian Top 75 Albums    | 33      |
| Canadian Albums Chart     | 2       |
| Danish Top 40 Albums      | 25      |
| Finnish Top 50 Albums     | 4       |
| French Compilations       | 27      |
| German Albums             | 28      |
| New Zealand Top 40 Albums | 9       |
| Norwegian Top 40 Albums   | 17      |
| Swedish Top 60 Albums     | 12      |
| Swiss Top 100 Albums      | 55      |
| UK Albums Chart           | 15      |
| US Billboard 200          | 3       |

Singles
| Ano  | Single             | Parada musical         | Posição |
| ---- | ------------------ | ---------------------- | ------- |
| 2004 | "It's About Time"  | Mainstream Rock Tracks | 6       |
| 2004 | "Up for Breakfast" | Mainstream Rock Tracks | 33      |